# Château de Milly-la-Forêt
Le château de Milly-la-Forêt, aussi appelé château de la Bonde, est un château français situé dans la commune française de Milly-la-Forêt, dans l'ancienne province du Gâtinais, aujourd'hui le département de l'Essonne et la région Île-de-France, à cinquante et un kilomètres au sud-est de Paris.

## Situation
| \| Localisation du château de Milly-la-Forêt dans l'Essonne. · Château de Milly-la-Forêt \| Localisation du château de Milly-la-Forêt dans l'Essonne. |
| Localisation du château de Milly-la-Forêt dans l'Essonne. · Château de Milly-la-Forêt                                                                 |

Le château est situé à proximité du centre-ville de Milly-la-Forêt, dans le parc naturel régional du Gâtinais français. Construit à proximité d'une île artificielle de la rivière l'École à l'ouest de la collégiale Notre-Dame, son parc est bordé à l'ouest par le cours de la rivière qui forme au nord des douves protégeant le châtelet.

## Histoire
Construit au XIIe siècle par les seigneurs de Milly, le château fut ruiné lors du siège des Anglais en 1432.
À la fin du XVe siècle vers 1475, propriété de l'amiral Louis Malet de Graville, il fut reconstruit et agrandi. Ce qui était alors le donjon devint le châtelet d'entrée, le pont-levis fut remplacé par un pont en pierre définitif et une grille en fermait l'accès entre la tour de défense nord et la maison du gouverneur. Une cour carrée était ceinte de mur et présentait au centre une chapelle dédiée à Saint Valentin.
Les murs sud furent abattus pour laisser la place à des parterres et des canaux alimentés par le détournement de la rivière.
Le château fut successivement la propriété d'Hugues III de Bouville, de Olivier V de Clisson, de Jean II de Montmorency, de Jean-François de Faudoas d'Averton, de Marc-Antoine Front de Beaupoil de Saint-Aulaire et de Pierre Marie du Lau d'Allemans.
Au XIXe siècle, les tours du châtelet furent rehaussées de crènelures en brique et d'une toiture élancée. En 1859 fut reconstruit le pont de la Corne à proximité du lavoir du château qui servait d'abreuvoir pour les bêtes. À la fin du XXe siècle furent démolis les moulins sur le cours de la rivière.
En 1964 fut remis en état le lavoir de la Bonde en aval de la rivière qui faisait partie du domaine. Le 20 décembre 1972, le château fut en partie inscrit aux monuments historiques.
Le parc fut lui recensé en 1991 pour ses clôtures, ses canaux et les allées.

## Architecture
Le château est aujourd'hui constitué d'une grille d'entrée sur la rive gauche de la rivière fermant l'accès à un terre-plein et au pont en pierre menant au châtelet. Le châtelet, bâtiment à deux tours crénelées est percé au centre d'une porte jadis protégée par une herse, surmontées par deux baies vitrées. Chaque tour est percée de trois fenêtres superposées.
Deux bâtiments encadrent ce châtelet, à droite avec deux corps à deux niveaux, terminé par une tour carrée, à gauche un corps à deux niveaux dont un mansardé.
L'ensemble est complété par les anciens communs aujourd'hui séparés avant la grille et un lavoir sur la rivière à proximité de la collégiale.
Le parc en arrière du château est parcouru par des canaux, obtenus par la déviation de la rivière et plantés d'arbres.

## Galerie

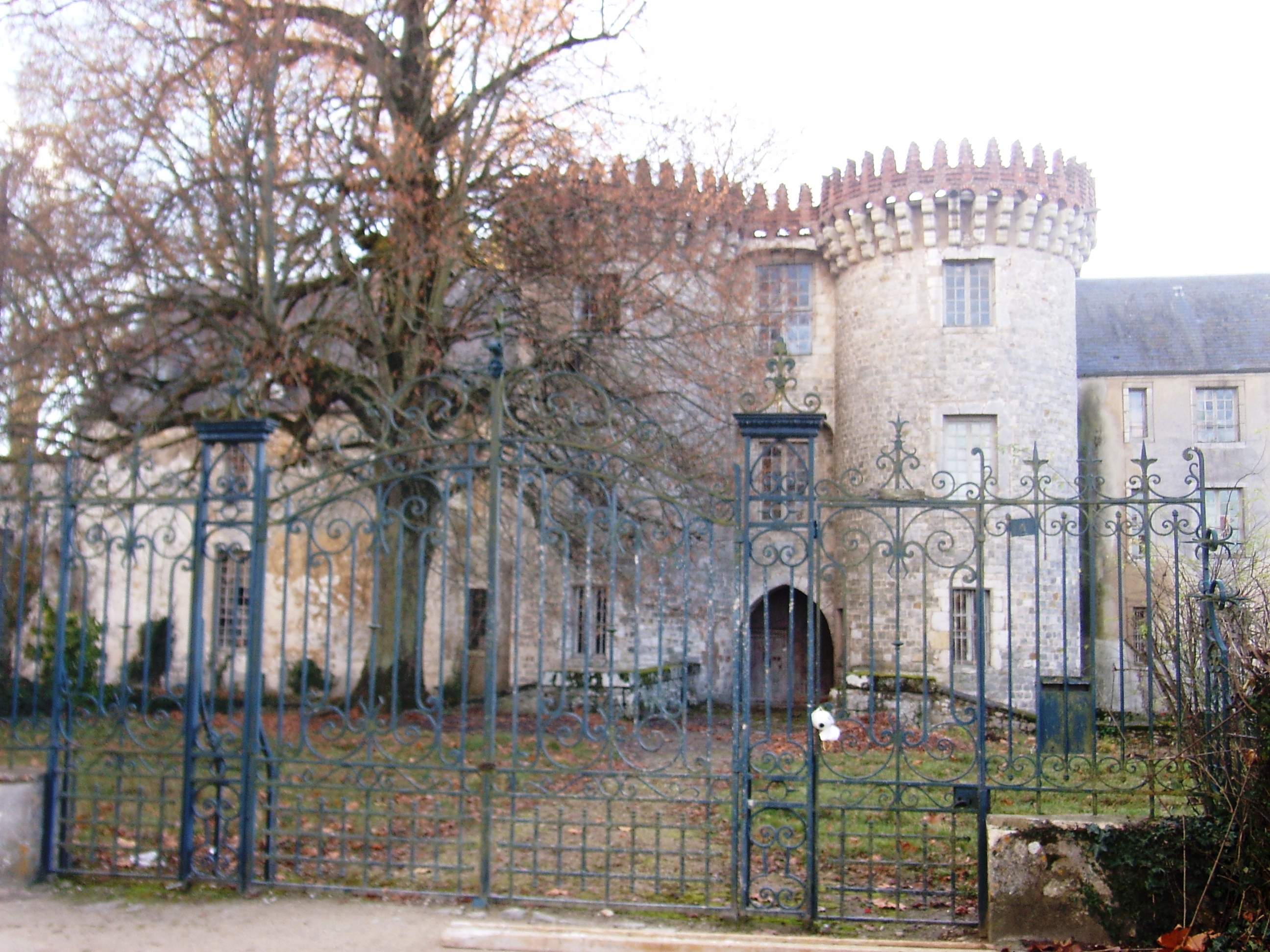
Grille d'entrée et châtelet.
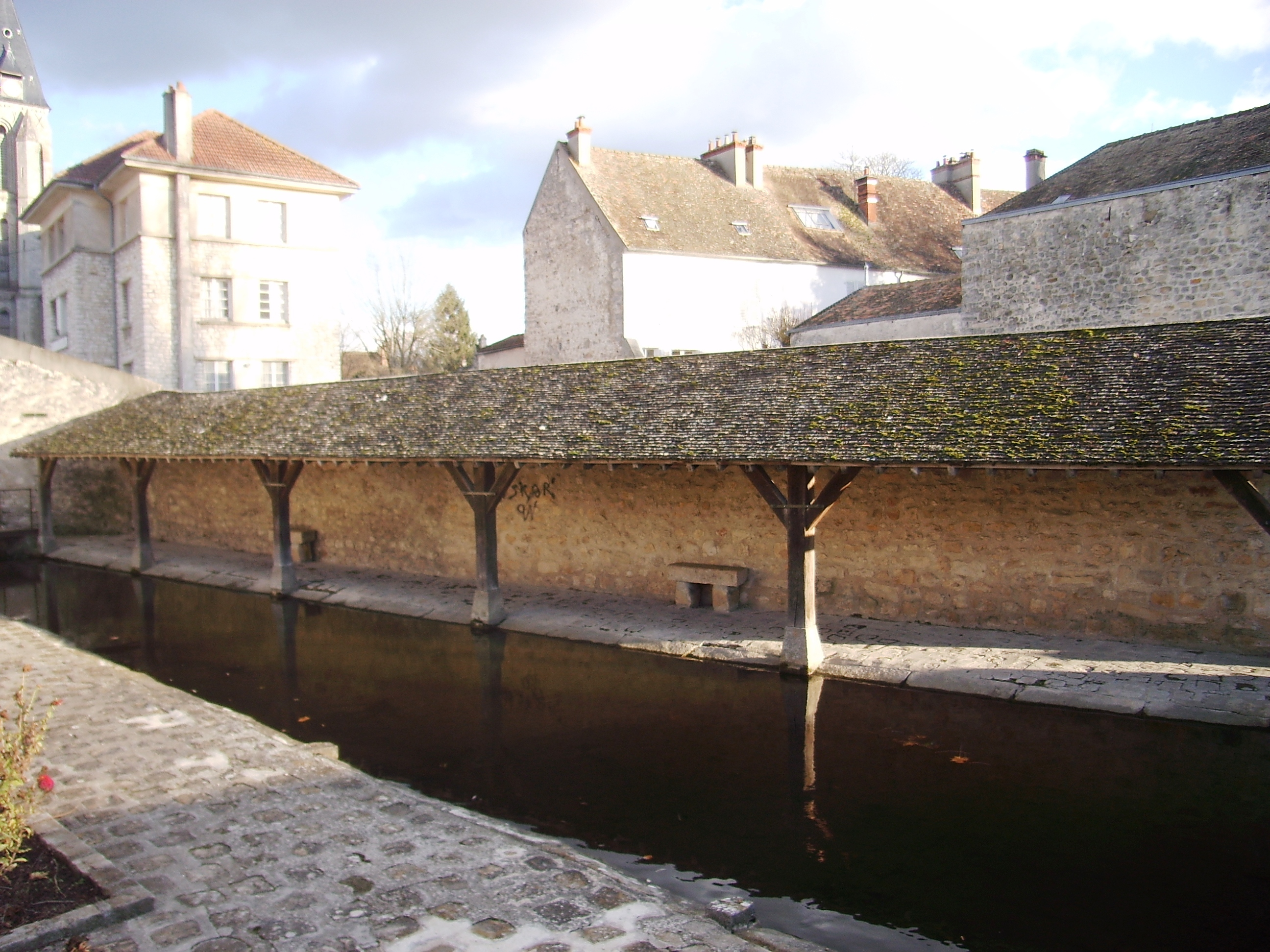
Le lavoir du château.

## Sources
1. ↑  Le château sur le blog historique de Milly-la-Forêt. Consulté le 30/11/2008.
2. ↑  Le château sur le site topic-topos.com Consulté le 30/11/2008.
3. ↑  « Château de Milly-la-Forêt », notice no PA91000003, sur la plateforme ouverte du patrimoine, base Mérimée, ministère français de la Culture Consulté le 13/05/2012.
4. ↑  « Parc du château de Milly-la-Forêt », notice no PA91000003, sur la plateforme ouverte du patrimoine, base Mérimée, ministère français de la Culture Consulté le 13/05/2012.